# Patrick Diotte
Patrick Diotte (Longueuil, 13 novembre 1967) è un ex calciatore canadese, di ruolo difensore.

## Carriera
Inizia la carriera negli Ottawa Intrepid, nel 1988 passa al Montréal Supra dove rimane fino al 1992, collezionando in totale 119 presenze e mettendo a segno due reti.
Nel 1993 passa al Montréal Impact, società nata appena un anno prima; Nella squadra quebecchese rimane fino al 2001, collezionando tra campionato e coppe 204 presenze e una rete.
Nel 2001 si ritira dal calcio giocato.

### Nazionale
Il 16 marzo 1991 gioca la sua prima partita con la Nazionale canadese contro gli Stati Uniti. A giugno dello stesso anno viene convocato per la Gold Cup, giocando le ultime due partite della fase a gironi. In totale disputa cinque partite con la nazionale.

## Statistiche

### Cronologia presenze e reti in Nazionale
| Cronologia completa delle presenze e delle reti in nazionale ― Canada | Cronologia completa delle presenze e delle reti in nazionale ― Canada | Cronologia completa delle presenze e delle reti in nazionale ― Canada | Cronologia completa delle presenze e delle reti in nazionale ― Canada | Cronologia completa delle presenze e delle reti in nazionale ― Canada | Cronologia completa delle presenze e delle reti in nazionale ― Canada | Cronologia completa delle presenze e delle reti in nazionale ― Canada | Cronologia completa delle presenze e delle reti in nazionale ― Canada |
| Data                                                                  | Città                                                                 | In casa                                                               | Risultato                                                             | Ospiti                                                                | Competizione                                                          | Reti                                                                  | Note                                                                  |
| --------------------------------------------------------------------- | --------------------------------------------------------------------- | --------------------------------------------------------------------- | --------------------------------------------------------------------- | --------------------------------------------------------------------- | --------------------------------------------------------------------- | --------------------------------------------------------------------- | --------------------------------------------------------------------- |
| 16-3-1991                                                             | Torrance                                                              | Stati Uniti                                                           | 2 – 0                                                                 | Canada                                                                | NAFC Championship                                                     | -                                                                     |                                                                       |
| 30-6-1991                                                             | Los Angeles                                                           | Canada                                                                | 1 – 3                                                                 | Messico                                                               | Gold Cup 1991 - 1º turno                                              | -                                                                     | 88’                                                                   |
| 3-7-1991                                                              | Los Angeles                                                           | Canada                                                                | 3 – 2                                                                 | Giamaica                                                              | Gold Cup 1991 - 1º turno                                              | -                                                                     | 27’                                                                   |
| 2-4-1992                                                              | Victoria                                                              | Canada                                                                | 5 – 2                                                                 | Cina                                                                  | Amichevole                                                            | -                                                                     |                                                                       |
| 11-10-1995                                                            | Concepción                                                            | Cile                                                                  | 2 – 0                                                                 | Canada                                                                | Amichevole                                                            | -                                                                     | 60’                                                                   |
| Totale                                                                |                                                                       | Presenze                                                              | 5                                                                     |                                                                       | Reti                                                                  | 0                                                                     |                                                                       |